# 트로이군
| 목성 트로이군 | 소행성대 | 힐다족 |

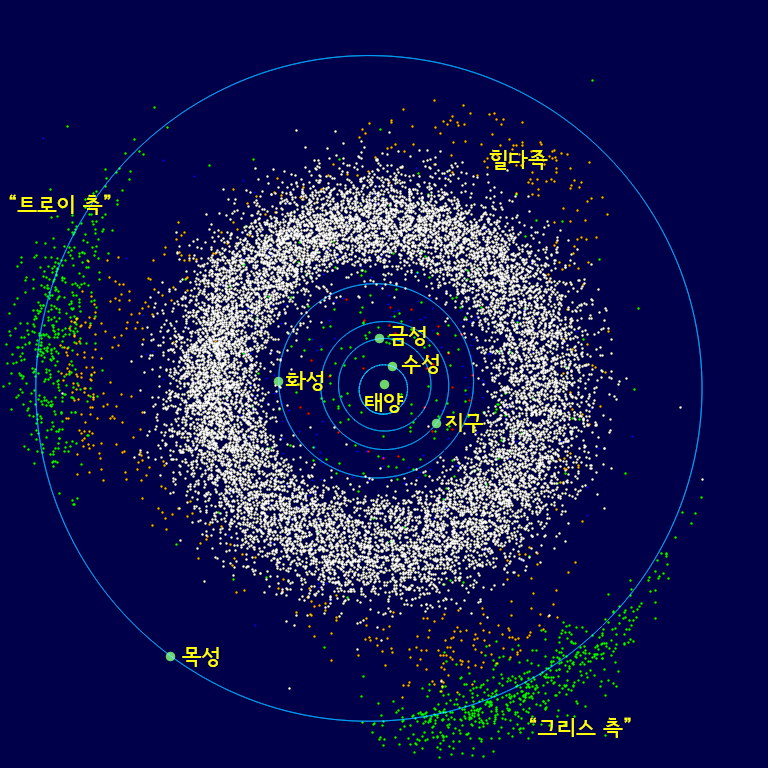
목성 앞뒤에 위치한 목성 트로이군, 소행성대, 힐다족을 표시한 그림.

천문학에서 트로이군(영어: trojan)은 행성이나 위성 등 어떠한 큰 천체에 대해 항상 상대적인 위치가 같은 소행성체나 위성을 말하며, 트로이군 천체들은 큰 천체의 궤도 앞뒤 60° 지점, 즉 L4와 L5 라그랑주 점에 존재한다. 구성 천체가 소행성체인 트로이군은 소행성군의 일종이다.
트로이군은 공전 궤도를 도는 천체로, 어떤 항성과 행성이 궤도를 돌고 있다고 하면 두 천체 모두 서로의 무게중심을 돌게 되는데, 라그랑주 점에 있는 천체는 이 무게중심 방향으로 작용하는 복합적인 중력을 받게 되기 때문에 공전 주기가 행성과 같아지게 되고, 행성에서 보기에는 천체가 해당 위치에 고정되어 있는 것으로 보이게 된다. 이러한 천체를 트로이 천체라고 한다.
태양계에서 가장 큰 트로이군은 목성 트로이군으로, 그리스 측(L4)과 트로이 측(L5)으로 나뉜다. 화성 트로이군이 4개, 해왕성 트로이군이 17개 발견된 데 비해 현재까지 발견된 목성 트로이군 천체는 6천 개가 넘으며, 지름이 1 km가 넘는 목성 트로이군 천체는 백만 개 이상으로 추산되고 있다. 계산 결과에 따르면, 토성에는 목성의 중력 섭동으로 인해 트로이군이 존재할 수 없다. 2011년, 첫 번째 지구 트로이군 2010 TK7이 발견되었다.
행성과 궤도를 공유하는 "트로이 소행성군"과 비슷하지만 다른 트로이 위성은 서로 같은 행성의 위성이면서 한 위성이 다른 위성의 라그랑주 점에 위치한 것을 말한다. 현재까지 발견된 트로이 위성은 토성계에만 존재한다. 트로이 행성이라는 개념도 존재하지만 실제로 발견되지는 않았다.

## 트로이 소행성군

트로이군이 위치하는 지점은 위 그림에서 L_{4}와 L_{5} 라그랑주 점이다.

1772년, 수학자 겸 천문학자인 조제프루이 라그랑주는 제한된 삼체 문제에 대한 해를 일직선상인 경우와 정삼각형인 경우 두 가지로 나누어 찾아냈으며, 이 때 셋 중 하나의 질량이 무시할 수 있을 정도로 작을 때, 이 천체가 안정적인 상태로 궤도를 돌 수 있는 위치 다섯 곳을 라그랑주 점이라고 한다. 어떠한 천체가 이 라그랑주 점 중 L4와 L5에 들어가면 중력 작용에 의해 쉽사리 나오지 못하게 되며, 트로이 천체가 된다.
제일 먼저 발견된 트로이군 천체는 목성 트로이군으로, L4 지점의 소행성들은 "그리스 측", L5 지점은 "트로이 측"이라고 불렀다. 속한 소행성들의 명칭도 트로이 전쟁에서의 등장인물들을 그리스 측과 트로이 측으로 나눠 이름을 붙였다. 다만 617 파트로클로스와 624 헥토르는 이러한 명명 규칙이 정해지기 전에 이름을 붙여버렸기 때문에 서로 반대편에 속해 있다. 천문학자들의 추산에 따르면, 목성 트로이군에 속한 소행성의 수와 소행성대에 속한 소행성의 수가 비슷할 정도로 목성 트로이군에 속한 소행성의 수가 매우 많다.
이후에 해왕성, 화성, 지구, 천왕성, 금성에서도 각자의 라그랑주 점에 위치한 천체들이 발견되었다. 수성과 토성은 트로이군이 존재하지 않는데 수성은 궤도이심률이 크고, 태양의 복사압이 막대한대다가 수성 자체의 중력도 미약하고 야르콥스키 효과 때문에 없고, 토성은 태양계 천체 중 두번째로 중력이 강한 목성의 영향 때문에 존재하지 않는다.

### 금성 트로이군
금성에서는 준위성 몇 개가 발견되었었지만 실제 트로이군은 발견되지 않고 있다가, 2013년 발견된 준위성 2013 ND15가 금성 트로이군임이 확인되었다. 다만 2013 ND15은 준위성 상태이기 때문에 궤도가 불안정해 500년 후쯤 트로이군 위치에서 벗어나리라 추정되고 있다.

### 지구 트로이군
2010 TK7은 최초로 발견된 지구 트로이군으로, L4에 위치한다. 지구 트로이군들은 태양계 형성 초기의 원시 행성 테이아가 지구와 충돌하면서 생겨났다고 추정되고 있다.

### 화성 트로이군
현재까지 알려진 화성 트로이군은 5261 유레카, (101429) 1998 VF31, (311999) 2007 NS2, (121514) 1999 UJ7 4개로, L4 지점에 위치한 천체는 (121514) 1999 UJ7 뿐이다.. 2001 DH47, 2011 SC191, 2011 UN63도 화성 트로이군으로 추정되고 있지만, 소행성체 센터에서 공인하지는 않은 상태이다.

### 천왕성 트로이군
2011 QF99와 2014 YX49은 천왕성 트로이군으로, 둘 모두 L4에 위치한다.

### 해왕성 트로이군
해왕성 트로이군은 현재까지 17개가 발견되었으며, 큰 천체의 수로 따지면 목성 트로이군보다 해왕성 트로이군의 수가 더 많으리라고 추정되고 있다.

### 소행성 트로이군
세레스와 베스타에도 일시적으로 트로이군이 된 천체가 존재한다.

## 트로이군의 형성
트로이 소행성군의 형성에 관해서는 두 가지 이론이 있는데, 첫 번째는 트로이군이 태양계 형성 초기에 목성 등 행성 근처에서 형성되어 행성 형성이 끝나기 전에 라그랑주 점에 진입했다는 것으로, 태양계 형성 초기에는 만 년 만에 질량이 10배 정도 불어날 정도로 원시 행성계 원반이 두꺼웠고, 따라서 중력이 급속도로 커져 소행성체가 대량으로 포획되었다는 이론이다. 이 이론을 기반으로 시뮬레이션을 진행한 결과, 토성에 트로이군이 존재하지 못한다는 것 또한 설명할 수 있었다.
하지만 이 이론에는 두 가지 문제점이 있는데, 이론상 예측되는 트로이군의 수는 현재 관측된 수의 4배가 넘고, 트로이군 천체들의 궤도 경사가 이론에서의 예측값보다 훨씬 높다.
두 번째 이론은 니스 모형을 기반으로 하며, 태양계 형성 5 ~ 6억 년 후쯤 행성이 이동할 때 카이퍼 대의 천체들이 대량으로 태양계 안쪽으로 들어왔으며, 이 천체들 중 일부가 현재의 트로이군을 형성한다고 추정한다. 또한 이러한 현상이 있었다면, 기존에 존재했던 트로이군 또한 불안정해졌을 것이다.
목성과 토성이 일으키는 궤도 공명이 앞으로 어떻게 될지 알 수 없기 때문에, 트로이군의 미래는 아직도 불명확하다. 시뮬레이션 결과 현재까지 트로이군 소행성 중 17%가 트로이군을 이탈했으며, 앞으로도 충돌 등에 의해 트로이군 수는 계속 감소하리라고 추정된다. 트로이군에서 이탈한 소행성들은 행성에 포획되면 일시적으로 위성이 되거나, 태양에 가깝게 접근하면 단주기 혜성이 될 것이다. 현재 지름 1 km가 넘는 트로이군 천체 약 200개가 태양계를 떠돌아 다니고 있다고 추정되지만, 지구와 만날 가능성은 매우 낮다.

## 트로이 위성
트로이 위성은 트로이 소행성군의 개념에서 항성이 행성이 되고, 행성이 위성이 된 상태로, 한 위성의 라그랑주 점에 다른 위성이 위치하고 있는 상태를 말한다. 현재까지 토성의 위성인 테티스와 디오네에서만 트로이 위성이 발견되었다.
- 테티스는 L4에 텔레스토, L5에 헬레네가 있다.
- 디오네는 L4에 헬레네, L5에 폴리데우케스가 있다.

## 트로이 행성
트로이 행성은 이론 상의 개념으로, 행성의 라그랑주 점에 위치한 다른 행성을 말한다. 현재까지 실제로 발견된 트로이 행성은 없으며, 한 때 케플러-223과 케플러-91b에 실제로 존재할 가능성이 제기되었지만 최종적으로 사실이 아님이 확인되었다. 태양계 형성 초기의 원시 행성 테이아는 한 때 지구의 트로이 행성이었을 것이다.

## 안정성
트로이군이 안정적으로 유지될 수 있는가의 여부는 트로이군에 가해지는 섭동이 얼마나 센가에 따라 결정된다. 예를 들어, 한 항성에 질량이 목성 정도 되는 행성이 돌고 있다고 한다면, 2번째 행성의 트로이군은 행성의 질량이 지구만할 때보다 명왕성만할 때 더 안정적이 된다.
경험적으로 트로이군은 m1 > 100m2 > 10,000m3 (m1, m2, m3는 각각 항성, 행성, 트로이군 천체의 질량)을 만족할 때 안정적이 된다.
좀 더 일반화하면, 천체들이 각각 원형 궤도를 도는 삼체계에서, 트로이군 천체들이 안정된 상태가 되기 위해서는 27(m1m2 + m2m3 + m3m1) < (m1 + m2 + m3)2를 만족해야 한다. 따라서 만약 트로이군 천체들이 주로 먼지라서 m3→0이 된다면, ⁠m1/m2⁠의 하한값은25+√6212≈ 24.9599이다. 또한 항성의 질량이 매우 커 m1→+∞이라면, 뉴턴의 중력 법칙에 따라 나머지 천체들에 상관 없이 무조건 안정한 상태가 된다. 마지막으로, ⁠m1/m2⁠ = ⁠m2/m3⁠이라면, 두 값 모두 13+√168 ≈ 25.9615 이상이 되어야 한다.
하지만 위의 식은 천체가 3개만 있다고 가정했을 때로, 천체의 수가 많아진다면 만족해야 하는 비율값 또한 높아진다.

## 같이 보기
- 소행성군
- 목성 트로이군
- 해왕성 트로이군
- 라그랑주 점